# Тринаест ружа
Тринаест ружа (шп. las trece rosas) назив је у Шпанији групе од тринаест младих жена погубљених од стране франкистичког стрељачког вода 5. августа 1939. године, непосредно по завршетку Шпанског грађанског рата. Њихово погубљење је било дио масовне кампање погубљења по имену „августовско смакнуће” (шп. saca de agosto), у ком су стријељана и 43 млађа мушкарца (међу њима и један 14-годишњак).
Убијене жене:
- Кармен Бареро Агвадо (24 године),
- Мартина Баросо Гарсија (22 године),
- Бланка Брисак Васкес (29 година),
- Пилар Буено Ибањес (27 година),
- Хулија Конеса Конеса (19 година),
- Аделина Гарсија Касиљас (19 година),
- Елена Хил Олаја (20 година),
- Виртудес Гонзалес Гарсија (18 година),
- Ана Лопес Гаљего (21 година),
- Хоакина Лопес Лафите (23 године),
- Дионисија Манзанеро Салас (20 година),
- Викторија Муњос Гарсија (19 година),
- Луиса Родригес де ла Фуенте (18 година).[2]

Седам жена је било малољетно – у франкистичкој Шпанији пунољетство је почињало с 21 годином.
Након капитулације Мадрида пред Франковим трупама и завршетка грађанског рата, Мадридски окружни комитет Уједињене социјалистичке омладине (JSU) (организације настале спајањем Социјалистичке омладине и Комунистичке омладине иако је већина присталица Шпанске социјалистичке радничке партије ту организацију претходно напустила) покушао је да се реорганизује под вођством 21-годишњег Хосеа Пење Брее (José Peña Brea). Он је издан, ухапшен и мучен; под тортуром је открио имена својих сарадника, што је довело до таласа хапшења припадника JSU-а у Мадриду. Међу многим припадницима JSU-а које је полиција ухватила и затворила било је тринаест ружа. Током боравка у затвору Вентас више пута су мучене и понижаване, а услови у претрпаном затвору били су нехумани. На крају су погубљене стрељачким водом уза зид Источног гробља (данас Алмудена) 5. августа 1939. године. Многи њихови саборци испричали су да су, док их је камион одвозио у смрт, певале „Младе гардисте” (химну JSU-а) како би их чули саборци који су у затвору остали. Жртве су оптужене за помагање војне побуне и за убиство високорангираног тајног полицајца, његове 16-годишње кћери, и возача; међутим, у време атентата, оне су већ биле у затвору.
Ради очувања успомене на убијене дјевојке, године 2005. у Шпанији је основана фондација (Fundación Trece Rosas).